# Brooklet
Pour l’article homonyme, voir Brooklet (Géorgie).
Brooklet est une localité australienne située dans la zone d'administration locale du comté de Ballina, dans la région des Rivières du Nord dans l'État de Nouvelle-Galles du Sud, en Australie.
Brooklet est située à 15 km au nord-ouest de Ballina, au sud du comté de Byron, au nord de Teven, à l'ouest de Newrybar et à l'est de Tintenbar.
La population s'élevait à 257 habitants en 2016.